# Declaração Teológica de Barmen

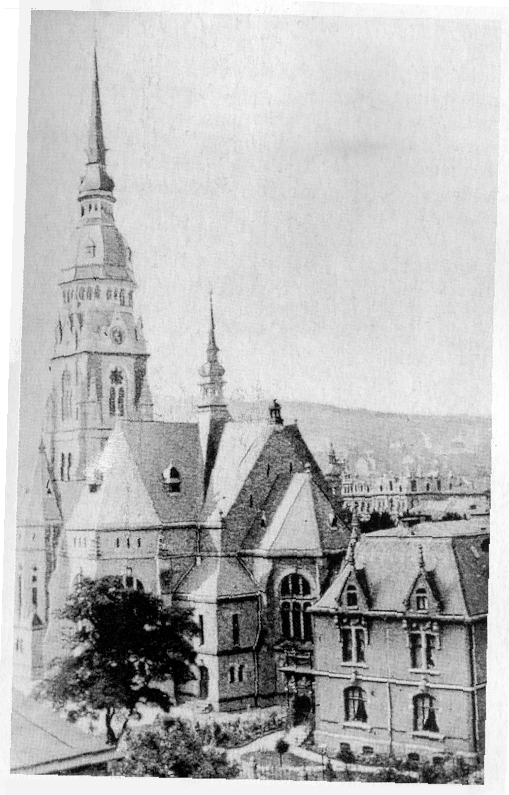
Igreja Gemarker, em Barmen, onde as teses da Declaração foram aprovadas em 1934.

Declaração Teológica de Barmen foi um documento elaborado a partir do posicionamento de evangélicos alemães, especificamente o grupo da resistência alemã denominado Igreja Confessante, contra o nazismo.

## Antecedentes
O contexto do escrito é a história da Alemanha no período que antecedeu a Segunda Guerra Mundial. Em janeiro de 1923, o exército francês ocupou o Vale do Ruhr, visando forçar a Alemanha a continuar pagando as indenizações da Primeira Guerra Mundial, impostas pelo Tratado de Versalhes. Encorajados pelo governo, os mineiros e siderúrgicos alemães adotaram imediatamente uma resistência não violenta, recusando-se a trabalhar nas minas, fábricas e estradas de ferro.
Isso agravou a situação econômica do país, pois o governo alemão pagava os salários. O governo tentou sustentá-los emitindo enormes quantidades de papel-moeda. Essa política econômica e a sangria das reservas de ouro com as indenizações de guerra desencadearam uma hiperinflação na Alemanha. O marco alemão perdeu totalmente seu valor. Para ter uma ideia da hiperinflação, observe-se estes dados: antes da guerra, um dólar americano equivalia a 4,2 marcos alemães; em março de 1923 um dólar valia 22.000 marcos; em 1º de agosto de 1923 um dólar valia mais de 1 milhão de marcos, e em 10 de novembro de 1923, um dólar valia 1 bilhão de marcos; no auge da hiperinflação, um dólar era cotado em Berlim à razão de 2,5 trilhões de marcos.
Carregando cédulas em sacolas, a população obtinha comida para apenas dois ou três dias. Trocava-se um par de sapatos por um prato de sopa e um relógio de pulso por uma linguiça. No final de 1923, o governo lançou uma nova moeda, sendo os novos marcos trocados pelos antigos à razão de 1 para 1 trilhão. Muitos cidadãos que tinham casa própria foram obrigados a vendê-las para terem o que comer. E muitos especuladores astutos enriqueceram, comprando valiosas propriedades com uma pequena entrada e pagando o restante com prestações insignificantes, graças à depreciação da moeda. Em 1929, havia 1,6 milhão de desempregados. Em 1933, esse número subiu para 6 milhões.
A grande Crise de 1929 atingiu a economia mundial. Após a Primeira Guerra Mundial, os Estados Unidos substituíram os países europeus na hegemonia mundial, tornando-se um país credor no mercado internacional. A agricultura e a indústria desenvolveram-se rapidamente e suas reservas em ouro superavam as de todo o mundo. Vultosos empréstimos foram feitos aos países europeus. Mas na medida em que os países europeus se recuperavam, passaram a consumir menos artigos americanos. A queda das importações geravam superprodução nos Estados Unidos, que começaram então a ter grandes estoques de mercadorias agrícolas e industrializadas. A política do governo, essencialmente liberal, era de não-intervenção e os capitalistas, visando o lucro imediato, não diminuíram a produção. Era uma crise do sistema capitalista, que produzindo para o lucro, sem que a população tivesse condições de consumir, provocou uma superprodução. Com o tempo, os estoques aumentaram assustadoramente. Não conseguindo escoar as mercadorias, os fazendeiros americanos depararam-se com uma situação de insolvência, sendo forçados a arcar com a produção agrícola excedente e a hipotecar suas propriedades.
A Crise de 1929 foi o resultado da mística da prosperidade, que empolgava os americanos. Nem o governo, nem os empresários adotaram medidas para fazer frente ao perigo que surgia. Para tentar diminuir a crise, o governo norte-americano interrompeu os créditos para a Europa, suspendendo bruscamente os empréstimos e gerando ali crise semelhante. Este é o quadro da situação econômica que culminou na crise de 1929. Diminuíram as exportações norte-americanas; as ações das grandes empresas começaram a cair; as fábricas adotaram férias coletivas, diminuíram a jornada de trabalho, e por fim demitiram em massa. O número de desempregados chegou a 12 milhões. Fábricas, bancos e agricultores foram à falência. Em 29 de outubro de 1929 (na chamada Terça-Feira Negra), ocorreu a quebra da Bolsa de Valores de Wall Street, em Nova York .

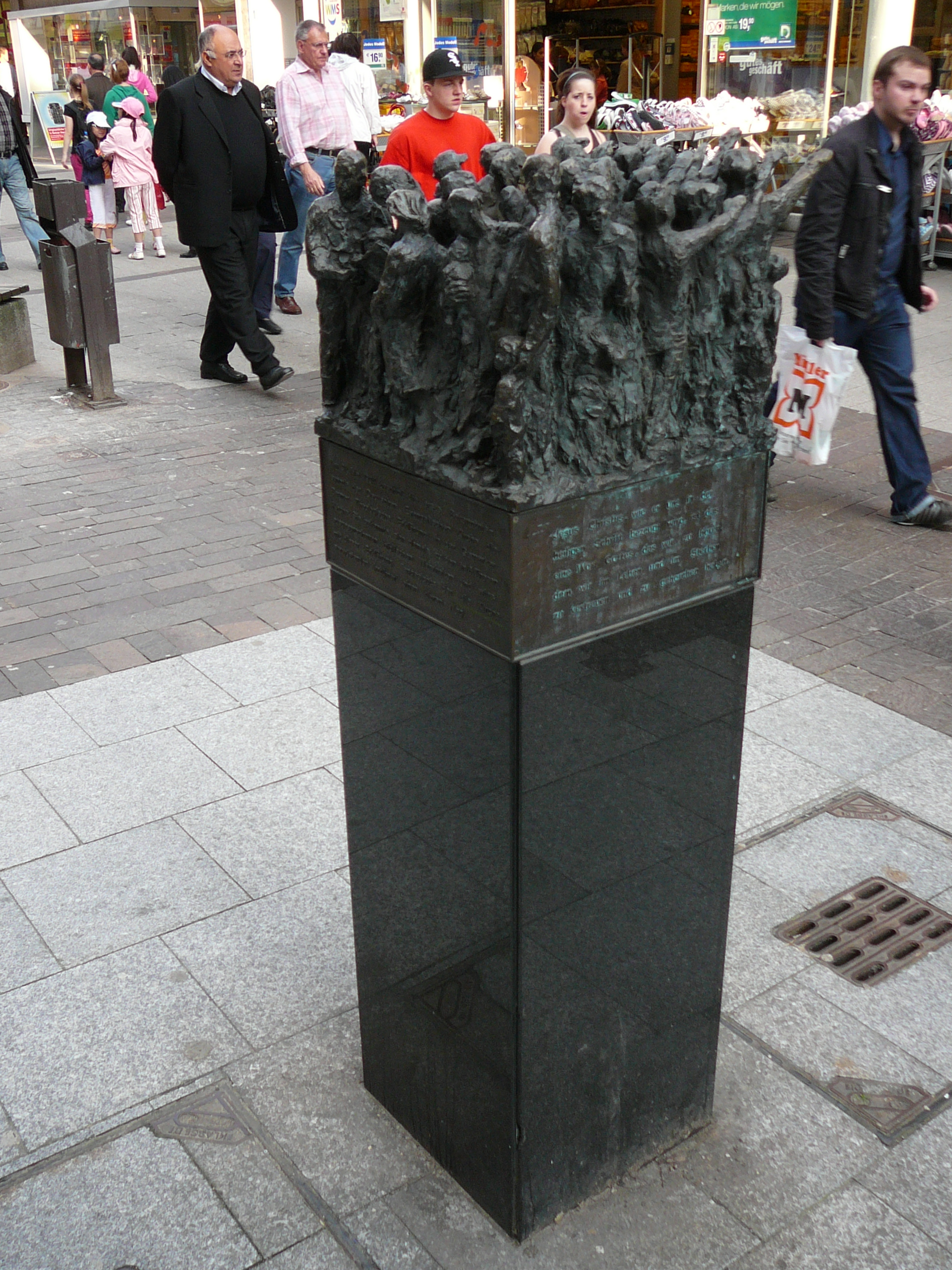
Memorial da Declaração de Barmen.

As agitações sociais aumentaram na Alemanha e os nazistas se aproveitaram da situação para disputar o poder. O modelo econômico nazista procurou sanear as estruturas capitalistas, abaladas com a Crise de 1929. Estava aberta a porta para a intervenção do Estado. O nazismo também rejeitou o marxismo, considerando que o fundamento da luta de classes enfraquece e divide a sociedade.
Os nazistas também identificavam o marxismo com o judaísmo, salientando que os dois haviam colaborado para o declínio da Alemanha desde a Primeira Guerra Mundial (ver: Dolchstoßlegende). De um modo resumido, estes são os fatores que contribuíram para a sucesso do nazismo:
- A humilhação imposta à Alemanha pelo Tratado de Versalhes;

- O nacionalismo e o militarismo;

- A hiperinflação de 1923 - o medo do comunismo, que estava sendo implantado com a Revolução Russa;

- A desconfiança perante o capitalismo, que se mostrou frágil com a Crise de 1929.

- O anseio do povo por um governo forte, centralizador e intervencionista.

Em 1932, Hitler disputou a presidência da Alemanha, mas foi derrotado por pequena margem de votos. O Marechal Hindenburg foi reeleito. Mas o Partido Nazista aumentava consideravelmente o número de deputados, o que impossibilitava ao Chanceler (Primeiro Ministro) o apoio da maioria no Parlamento. Os banqueiros, industriais e grandes latifundiários pressionaram o Presidente Hindenburg e Hitler foi nomeado Chanceler. Em 1934, com a morte de Hindenburg, Hitler passou a acumular os cargos de Presidente e Chanceler, proclamando-se Guia (Führer) da Alemanha. Surgia assim o Terceiro Império (Reich), tendo como símbolo a bandeira vermelha com a cruz gamada suástica.
A política interna era nacionalista e racista e tinha coma base estes princípios: um povo (Volk), um Império (''Reich'') e um chefe (Führer). Desencadeou-se uma repulsa ao Tratado de Versalhes e à Liga das Nações. Foi abolido o princípio federativo e surgiu um Estado unitário, centralizador. A imprensa, a educação, o teatro, o cinema foram censurados. Passou-se a valorizar exclusivamente a cultura germânica. A economia alemã começou a se recuperar através de sua indústria bélica. O maior comprador de armamentos era o Estado, que se preparava para a guerra. Desencadeou-se uma perseguição aos judeus e outras raças. Inicialmente eram confinados em "guetos"; depois, nos campos de concentração.
A política externa era impulsionada pela teoria do Lebensraum (espaço vital), ou seja, a conquista de novas terras pelos alemães, para que a raça ariana pudesse se desenvolver. Em 1937, os alemães apoiaram as tropas de Franco na Guerra Civil Espanhola, bombardeando cidades como Guernica e testando assim suas armas. Em 1938, os alemães invadiram a Áustria (Anschluss) e a Tchecoslováquia, sob o pretexto de anexar territórios ocupados por minorias alemãs. Em 1939, os alemães queriam que os poloneses devolvessem a cidade-porto de Danzigue e o Corredor Polonês, perdidos na Primeira Guerra Mundial. Diante da recusa dos poloneses, Hitler ordenou a invasão da Polônia, o que deu início à Segunda Guerra Mundial.

## O significado teológico do documento
A Declaração Teológica de Barmen é a resolução fundamental do Primeiro Sínodo Confessante da Igreja Evangélica Alemã, realizado entre 29 a 31 de maio de 1934, em Barmen, Alemanha. O documento quer proporcionar orientação aos cristãos confusos diante da ideologia do nacional-socialismo e corrige os posicionamentos da Igreja em relação à sua tarefa, natureza e ordem. O texto foi redigido por Karl Barth. Karl Barth tornou-se um dos líderes da Igreja Confessante, salientando publicamente que a Igreja deve obediência exclusiva a seu Senhor e ao Evangelho, e que a característica essencial da Igreja é ouvir a Deus.
| “ | O que faz da igreja uma igreja não é isto ou aquilo, por mais indicado e necessário que seja, mas sempre uma só coisa: que a pessoa ouve porque Deus lhe falou, e ela ouve o que Deus lhe falou. A igreja não vive em arbítrio próprio, por mais bem-intencionado que seja, e sim ela vive em obediência. (salientou também que:) o mundo nem sempre foi grato à igreja por ela ignorar seus deuses. | ” |

## A Declaração

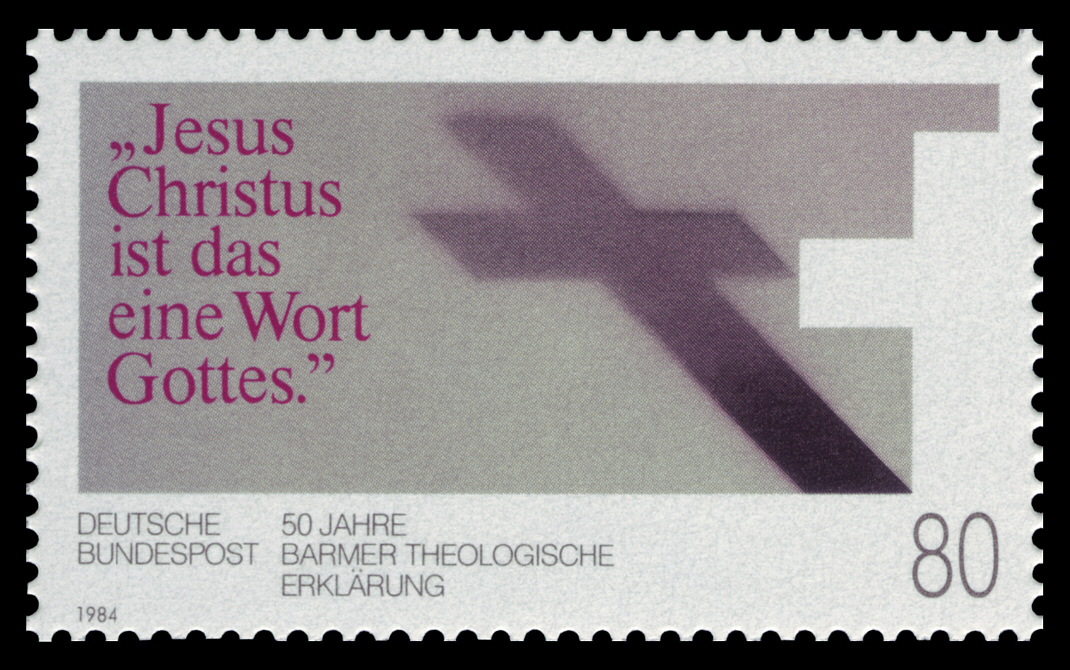
Selo postal alemão: "Jesus Cristo é a única Palavra de Deus. 50 anos da Declaração Teológica de Barmen."

Diante da ideologia do nacional-socialismo, da dissimulação do Estado nazista em criar uma suposta Igreja Protestante unida para depois introduzir autoridades, elementos, personagens e símbolos estranhos nada identificados com o cristianismo e as práticas cristãs, pessoas como Karl Barth (Igreja Reformada da Suíça) e Hans Asmussen (Igreja Luterana da Suécia), elaboram um documento onde cristãos confessaram a autoridade única de Jesus Cristo sobre a Igreja, rejeitando a autoridade eclesiástica instalada pelo Reich de Hitler
A "Igreja confessante" não aceitou a subordinação da Igreja ao Estado. Nenhum outro acontecimento ou poder tem a possibilidade de se tornar fonte e fundamento da fé e da pregação. Para o cristão não existe nenhum âmbito da vida que esteja fora da reivindicação do senhorio de Jesus Cristo. Nenhum outro poder deve ser reconhecido como revelação de Deus. Como propriedade de Jesus Cristo, a Igreja deve testemunhar sua fé.
A propaganda nazista apontava os que se opunham à tentativa do Estado nazista em criar uma única igreja evangélica em torno do Reich como uma igreja "contrária à unidade da nação alemã". Os membros das Igrejas Luterana, Reformada e Unida redigiram um texto em que as igrejas confessavam o mesmo credo e eram unânimes em pensamentos contra a instituição de uma igreja que chamaram de "uma falsa doutrina, fazendo uso da força e de práticas insinceras".
Na Declaração Teológica de Barmen, um ano após a instituição da Constituição da Igreja Evangélica Alemã, reconhecida pelo Governo do Reich em 14 de Julho de 1933, observava-se as intenções dissimuladas e insinceras.
Pontuava a ameaça à unidade da igreja verdadeira, que tentou-se unificar um ano antes, e que o Reich tentava dissolver ao introduzir elementos "estranhos" à doutrina bem como introduzir a autoridade humana dos ditos "cristãos alemães nazistas" que passaram a constituir a pagã Igreja do Reich.

Ela se acha ameaçada pelos métodos de ensino e de ação do partido eclesiástico dominante dos «cristãos alemães» e pela administração da Igreja conduzido por ele. Esses métodos se vêm tornando cada vez mais salientes neste primeiro ano de existência da Igreja Evangélica Alemã. Essa ameaça reside no fato de que a base teológica da unidade da Igreja Evangélica Alemã tem sido contrariada contínua e sistematicamente e tornada ineficaz por doutrinas estranhas...

A Igreja Confessante rejeitava:

Face dos erros dos «cristãos alemães» da presente administração da Igreja do Reich(...) Rejeitamos a falsa doutrina de que a Igreja teria o dever de reconhecer - além e aparte da Palavra de Deus - ainda outros acontecimentos e poderes, personagens e verdades como fontes da sua pregação e como revelação divina. (...) Rejeitamos a falsa doutrina de que, em nossa existência haveria áreas em que não pertencemos a Jesus Cristo, mas a outros senhores(...) Rejeitamos a falsa doutrina de que à Igreja seria permitido substituir a forma da sua mensagem e organização, a seu bel prazer ou de acordo com as respectivas convicções ideológicas e políticas reinantes. (...) Rejeitamos a falsa doutrina de que a Igreja, desviada deste ministério, poderia dar a si mesma ou permitir que se lhe dessem líderes especiais revestidos de poderes de mando. (...) Rejeitamos a falsa doutrina de que o Estado poderia ultrapassar a sua missão especifica, tornando-se uma diretriz única e totalitária da existência humana, podendo também cumprir desse modo, a missão confiada à Igreja. Rejeitamos a falsa doutrina de que a Igreja poderia e deveria, ultrapassando a sua missão específica, apropriar-se das características, dos deveres e das dignidades estatais, tornando-se assim, ela mesma, um órgão do Estado. (...) Rejeitamos a falsa doutrina de que a Igreja, possuída de arrogância humana, poderia colocar a Palavra e a obra do Senhor a serviço de quaisquer desejos, propósitos e planos escolhidos arbitrariamente.